# Open Medicine
Open Medicine (ISSN 1911-2092) – recenzowane medyczne czasopismo naukowe publikowane od 18 kwietnia 2007 na zasadach otwartego dostępu. Jego założycielami są dawni redaktorzy Canadian Medical Association Journal. Jego redaktorem naczelnym jest prof. Anita Palepu z University of British Columbia, a stałymi współpracownikami naukowcy z najważniejszych kanadyjskich uczelni medycznych, m.in. University of Ottawa, University of Calgary, Queen’s University, University of Western Ontario, University of Toronto i University of Saskatchewan.